# Filiazione legittima (ordinamento italiano)
La filiazione legittima era un istituto giuridico del diritto civile italiano. La filiazione legittima attribuiva un particolare status, quello di figlio legittimo, al soggetto nato in costanza di matrimonio. Si contrapponeva alla filiazione naturale. La materia era disciplinata dal Capo I intitolato Della filiazione legittima, del Titolo VII, del Libro I del codice civile italiano. La legge 219 del 2012 ed il decreto legislativo 154 del 2013 hanno abolito la distinzione di status tra figli legittimi e naturali. Ora la legge usa, in ipotesi molto limitate, le espressioni "figlio nato nel matrimonio" e "figlio nato fuori del matrimonio". Ciò vale ai fini dell'accertamento della filiazione, che ha luogo in forme diverse tra figli nati nel matrimonio e figli nati fuori del matrimonio.

## Figlio nato nel matrimonio
Il diritto civile italiano, per provare la nascita del figlio nel matrimonio, si serve di due presunzioni.
La prima presunzione, prevista dall'articolo 231 c.c., è basata sulla massima di esperienza secondo cui, di regola, il padre di figlio nato da una donna sposata è il suo coniuge. Il legislatore ha così stabilito che il marito è padre del figlio nato durante il matrimonio.
La seconda presunzione riguarda la nascita di poco successiva alla crisi del matrimonio ed è calibrata sulla durata della gravidanza. Ne consegue che si considera figlio legittimo solo soggetto nato dopo 300 giorni successivamente alla data di scioglimento, annullamento o cessazione degli effetti civili del matrimonio. La presunzione non opera nemmeno se il figlio sia nato 300 giorni dopo l'omologazione della domanda di separazione personale o la pronuncia di separazione giudiziale, o dalla omologazione di separazione consensuale, ovvero dalla data della comparizione dei coniugi avanti al giudice quando gli stessi sono stati autorizzati a vivere separatamente nelle more del giudizio di separazione o dei giudizi di nullità del matrimonio o di divorzio.
Qualora si dimostri che la gestazione si sia protratta per un tempo eccezionalmente lungo, ciascuno dei coniugi o i loro eredi, possono provare che il figlio nato dopo 300 giorni dallo scioglimento o dall'annullamento del matrimonio, sia stato concepito durante il matrimonio.

## Prova della filiazione legittima
La prova della filiazione legittima può essere fornita in tre modi:
1. con l'atto di nascita;
2. con il possesso di stato;
3. per testimoni.

### Atto di nascita
La prova dello status di figlio legittimo è fornita con l'atto di nascita iscritto nei registri di stato civile. (art. 236 c.c.). L'atto di nascita è redatto dall'ufficiale di stato civile che riporta le dichiarazioni dei soggetti tenuti alla denuncia di nascita ai sensi dell'art. 30 del D.P.R. 3 novembre 2000, 396 .
La madre può legittimamente richiedere di non essere nominata nell'atto di nascita. In tal caso il nato non acquisterà lo status di figlio legittimo. La madre, secondo la giurisprudenza, è libera anche di impedire la filiazione legittima dichiarando che il figlio è naturale, ossia non è figlio del marito.

### Possesso di stato
Se manca l'atto di nascita, ad esempio perché mai redatto, smarrito o distrutto, lo stato di figlio legittimo può essere dimostrato attraverso il possesso di stato. Ovverosia, la comune considerazione che quella persona sia figlia legittima di quei determinati genitori.
I presupposti per il possesso di stato previsti dalla legge sono tre:
1. che il genitore abbia trattato la persona come figlio ed abbia provveduto in questa qualità al mantenimento, all'educazione e al collocamento di essa,
2. che la persona sia stata costantemente considerata come tale nei rapporti sociali,
3. che sia stata riconosciuta in detta qualità dalla famiglia.

### Per testimoni
In assenza di atto di nascita e possesso di stato, la prova della filiazione può essere fornita per testimoni. È però necessario che vi sia un principio di prova scritta o presunzioni e indizi che siano abbastanza gravi da determinare l'ammissione della prova.
Il principio di prova per iscritto può risultare dai documenti di famiglia, dai registri e dalle carte private del padre o della madre, dagli atti pubblici e privati provenienti da una delle parti.